# Parla Jeeves
Parla Jeeves (Bertie Changes His Mind) è un racconto dello scrittore inglese P. G. Wodehouse, pubblicato per la prima volta in volume nel 1925 nella raccolta di racconti Avanti Jeeves!.

## Trama
Parla Jeeves è l'unico racconto narrato in prima persona da Jeeves, anziché dal suo padrone Berto Wooster. Berto dice a Jeeves di sentirsi solo e gli confida di voler invitare sua sorella, che è India con tre bambine, a trasferirsi a Londra perché possano tutte abitare con lui. Jeeves, il quale ritiene che il programma vagheggiato dal suo padrone avrebbe comportato il suo allontanamento, invita Berto a fare una breve vacanza a Brighton. Mentre sono in viaggio in automobile, si imbattono in Peggy Mainwaring, una bambina dodicenne che si è assentata senza permesso dal collegio e teme, ritornandovi, di essere punita. Berto si offre di accompagnare personalmente la bambina al collegio e, come suggerito da Jeeves, giustificarla affermando di essere un amico del padre della bambina e di averla invitata a una breve gita. Al collegio, Jeeves dice in disparte alla direttrice che il suo padrone è un brillante conferenziere. La direttrice invita allora Berto Wooster a tenere un discorso alle alunne. L'esperienza, evidentemente penosa, convince Berto ad abbandonare definitivamente l'idea di avere in casa delle bambine.
L'ispirazione di questa storia è stata attribuita a una scoraggiante visita, sotto la guida della severa preside Miss Starbuck, fatta da Wodehouse al collegio femminile inglese dove era ospitata la sua figliastra Eleonor. Il tema dell'imbarazzo nel parlare in pubblico sarà ripreso da Wodehouse nel romanzo Perfetto, Jeeves.

## Edizioni
Il racconto è stato pubblicato per la prima volta nel Regno Unito nel numero di agosto 1922 del mensile The Strand Magazine e contemporaneamente negli Stati Uniti nel numero di agosto della rivista Cosmopolitan (periodico), ma col titolo Bertie Gets His Chance. Successivamente è stato raccolto nel volume Carry on, Jeeves nel 1925.
- P.G. Wodehouse, Jeeves Takes Charge. In: Carry On, Jeeves, London: Herbert Jenkins, 1925
- P. G. Wodehouse, Jeeves Takes Charge. In: Carry on, Jeeves, Leipzig: B. Tauchnitz, 1925
- P.G. Wodehouse, Jeeves Takes Charge. In: Carry On, Jeeves, New York: George H. Doran, 1927
- P.G. Wodehouse, Parla Jeeves. In: Avanti, Jeeves!: romanzo umoristico inglese; traduzione di Silvio Spaventa Filippi, Milano: Monanni, 1928
- P.G. Wodehouse, Parla Jeeves. In: Avanti, Jeeves!: romanzo umoristico inglese; traduzione di Silvio Spaventa Filippi, Milano: Bietti, 1933
- P.G. Wodehouse, Parla Jeeves. In: Avanti, Jeeves!; traduzione di Silvio Spaventa Filippi; revisione di Claudio Redi, Milano: Bietti, 1973
- Pelham G. Wodehouse. In: Avanti, Jeeves; traduzione di Franco Salvatorelli, Milano: Mursia, 1991, ISBN 88-425-2680-0
- P.G. Wodehouse. In: Avanti, Jeeves; traduzione di Tracy Lord, Milano: Polillo, 2011, ISBN 978-88-8154-293-2